# Amerykańskie Stowarzyszenie Numizmatyczne
Amerykańskie Stowarzyszenie Numizmatyczne (ang. American Numismatic Association, ANA) – amerykańskie stowarzyszenie numizmatyczne założone w 1891 w Chicago. Obecnie jego główna siedziba mieści się w Colorado Springs.
Organizacja zajmuje się działalnością edukacyjną i informacyjną. Prowadzi m.in. muzeum i bibliotekę. Wydaje też własny miesięcznik - The Numismatist. Zrzesza ok. 33 tys. członków.